# Distoleon tetragrammicus
Espèce
Distoleon tetragrammicus, le fourmilion longicorne, est une espèce d'insectes de l'ordre des Neuroptera, de la famille des Myrmeleontidae.

## Répartition
Europe méridionale, Afrique du Nord, remonte jusqu'aux environs de Paris vers le nord.

## Biologie

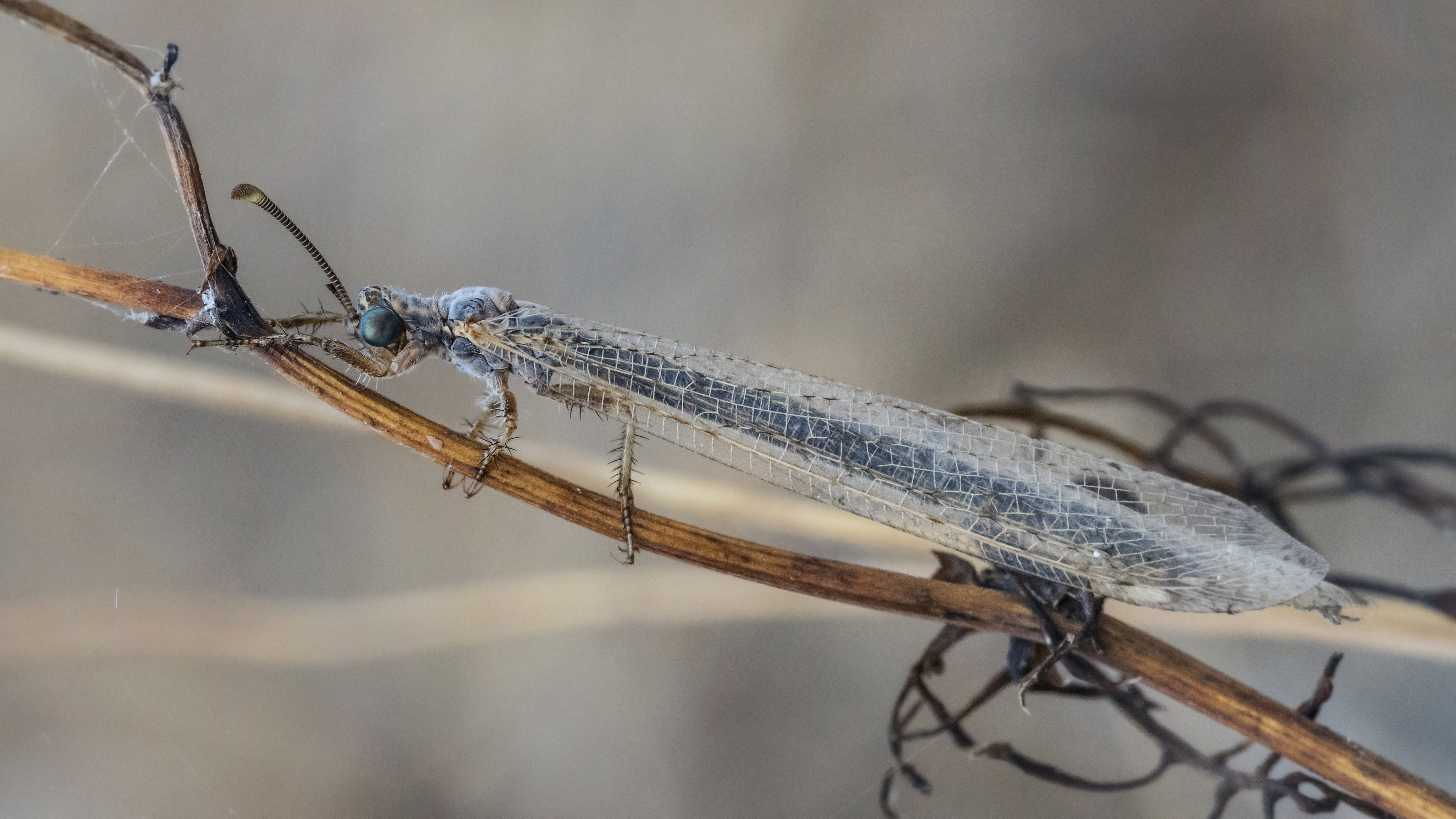
Un fourmilion longicorne dans le Lido de Thau.

Fréquente les chênaies et les pineraies claires des collines sèches, des adrets et autres friches calcaires, où on le débusque durant la journée.
L'adulte apparaît au cœur de l'été (de juin à août). La larve ne creuse pas d'entonnoir et vit dans la litière sèche.